# ПБ21
ПБ21 (имени Политбюро ЦК ВКП(б), нагрузка от колёсных пар на рельсы — 21 тс) — первый советский пассажирский электровоз постоянного тока. До появления ЧС1, в течение многих десятилетий оставался единственным используемым пассажирским электровозом постоянного тока в Советском Союзе.
Конструкция электровоза постоянного тока ПБ21 во многом схожа с конструкцией американских электровозов переменного тока P5a, выпускавшихся в 1931—1935 годы.

## История создания

### Предпосылки к появлению
После закупок за границей электровозов для вождения грузовых поездов через Сурамский перевал, и начала производства их аналогов, довольно быстро назрел вопрос о применении электровозов для вождения пассажирских поездов. Однако электровозы серий С (С, Сс, Си) совсем не подходили для пассажирской службы — их скорость продолжительного режима составляла около 30,5—32 км/ч, конструкционная скорость — 65 км/ч, а мощность на каждую движущую ось — всего 340 кВт. Выпущенный в 1932 году первый грузовой электровоз серии ВЛ (ВЛ19-01) также не подходил для вождения пассажирских поездов. Требовался новый электровоз, рассчитанный на вождение поездов с высокими скоростями.

### Проектирование
Новый электровоз, как и паровозы серий ФД и ИС, тепловоз ВМ20 и электровоз ВЛ19, создавался в переходный период реконструкции советского железнодорожного транспорта, когда требовалось полностью использовать возможности железнодорожного пути и винтовой стяжки. Для пассажирского электровоза это означало то, что его ходовые характеристики должны были быть сравнимы с характеристиками паровоза серии ИС, принятого на тот момент времени основным пассажирским паровозом для советских железных дорог.
В 1933 году Локомотивопроект (механическая часть) и московский завод «Динамо» (электрооборудование) разработали проект скоростного электровоза типа 2-30−2. На новом электровозе было решено применить 3 движущие оси, что позволяло применить силовые электрические схемы (а следовательно и большинство электрооборудования), как на шестиосных электровозах Сс и ВЛ19. Для лучшего распределения веса и облегчения прохождения кривых на высоких скоростях с обеих сторон поставили бегунковые тележки. Три ведущие оси потребовали обеспечить высокие осевые мощности (порядка 600—700 кВт) при том, что на тот момент времени тяговых электродвигателей нужной мощности промышленность ещё не выпускала. Тогда было принято оригинальное решение — впервые в советском электровозостроении применить сдвоенные электродвигатели.

### Изготовление

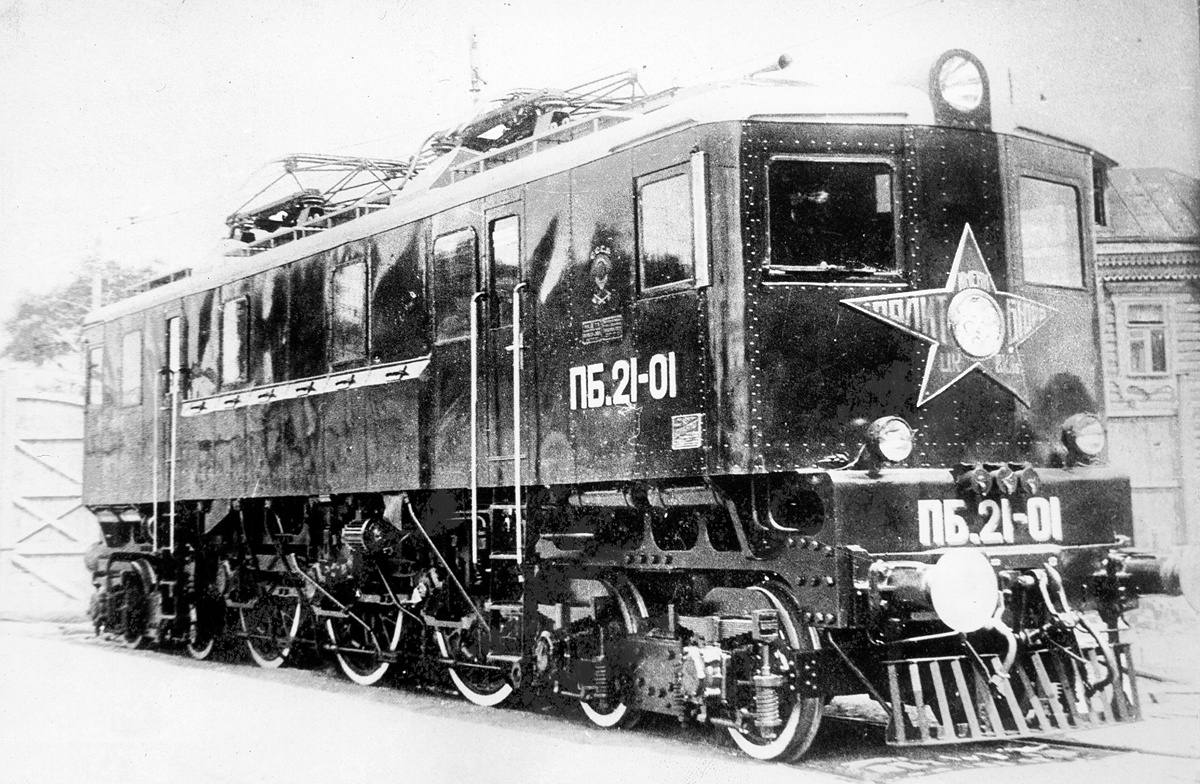
Электровоз ПБ21-01 на путях завода Динамо в оригинальном оформлении со звездой

В апреле 1934 года был изготовлен первый в Советском Союзе пассажирский электровоз (тип Коломенского завода 3Э), который получил обозначение ПБ21-01, что означало: имени Политбюро ЦК ВКП(б), нагрузка от движущих колёсных пар на рельсы составляет 21 тс, № 1. Электрооборудование было изготовлено на заводе «Динамо», постройку осуществил Коломенский завод.

### Конструкция

#### Механическая часть
Электровоз имел брусковую раму, в которой размещались три движущие колёсные пары диаметром 1850 мм с бандажами как у пассажирских паровозов серий Су и ИС. Эти колёса приводились в движение тремя сдвоенными электродвигателями ДСЭ-680/2, каждый из которых имел мощность в 680 кВт. Тяговые электродвигатели с опорно-рамным подвешиванием, передавали крутящий момент на колёсные пары через двусторонние зубчатые передачи и полые валы с упругими элементами (подвеска Бухли). Передаточное число тяговых редукторов 121:40=3,025 (у ВЛ19 86:23=3,74 при диаметре колёс 1200 мм). Кузов электровоза был жёстко связан с рамой и, в отличие от электровозов «сурамского типа», не имел переходных площадок, что позволило увеличить площадь для размещения электрооборудования. Бегунковые двухосные тележки могли перемещаться в поперечном направлении относительно кузова и имели возвращающие устройства. Все буксовые подшипники были роликовыми, схема рессорного подвешивания была статически неопределимой. Общая масса электровоза составляла 131 т, сцепная — 67т.
Электровоз был оборудован пневматическими тормозами системы Вестингауза.

#### Электрооборудование
Электрооборудование и аппаратура нового электровоза были, за редким исключением, такими же, как на электровозах серии ВЛ19, что значительно облегчало ремонт. Электрооборудование позволяло применять электрическое реостатное торможение, при этом максимальную тормозную силу можно было сохранять практически до полной остановки поезда. Для удобства монтажа была применена агрегатная система, что позволяло монтировать аппараты на каркасах и соединять большинство проводов вне электровоза. Соединение якорей тяговых двигателей, а также позиции главной рукоятки контроллера машиниста были такими же, как и на электровозах серий ВЛ19, СС и СИ. Тормозная рукоятка контроллера имела 15 рабочих позиций.
Генераторы тока управления и динамоторы были такими же, как на электровозах ВЛ19, компрессор — как на электровозах СИ. Также первоначально были установлены 2 компрессора, которые приводились в движение от движущих колёсных пар (подобные компрессоры в то время применялись на многих электровозах итальянских железных дорог).
Тяговый электродвигатель ДСЭ-680/2 представлял собой два сболченных между собой остова с общими подшипниковыми щитами, в которых вращался полый вал. Якоря и полюсные системы были такими же, как у электродвигателя ДПЭ-340 (применялся на электровозах ВЛ19 и СС), поэтому характеристики каждой из машин, входящих в сдвоенный двигатель, были аналогичны характеристикам двигателя ДПЭ-340. Масса сдвоенного тягового двигателя без шестерён составляла 8940 кг.
Зимой 1940/1941 гг. в локомотивном депо Москва-3 электровоз был переоборудован. На нём применили групповой переключатель на 4 положения и сняли оборудование для электрического торможения.

## Судьба электровоза

### Испытания

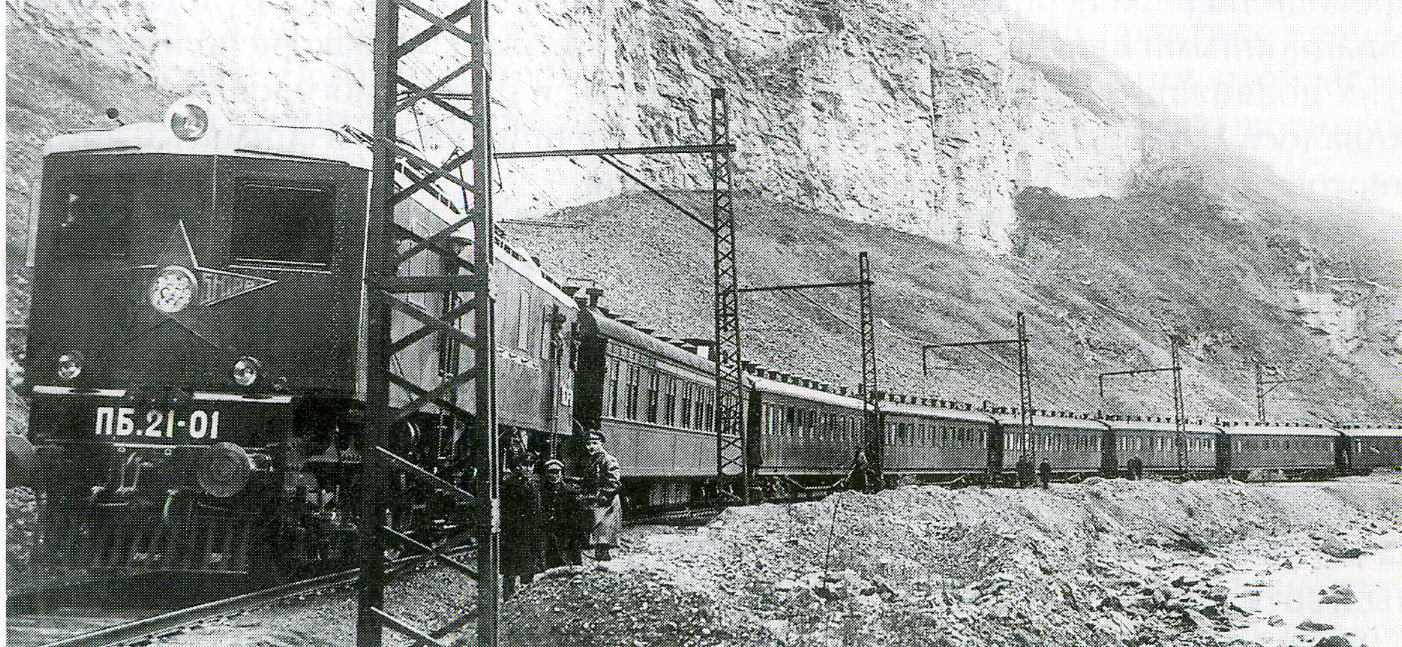
Испытания электровоза на участке Хашури — Гори Закавказской железной дороги

22 октября 1934 года на участке Москва — Загорск Северной железной дороги состоялась первая обкатка электровоза при напряжении в контактной сети 1500 В. На этой дороге локомотив, с поездами и резервом, сделал пробег около 1000 км, после чего был отправлен на Закавказскую железную дорогу, где 22 декабря на участке Хашури — Гори электровоз ПБ21-01 совершил первую поездку при напряжении в контактной сети 3000 В, развивая скорость до 110 км/ч. Испытания на этом участке проводились с 24 декабря 1934 года по 5 января 1935 года со специальным пассажирским поездом массой 713 т (17 четырёхосных вагонов). С этим составом ПБ21-01 развивал скорость до 98 км/ч, а на подъёме в 10 ‰ — 60 км/ч, а сила тяги на крюке достигала 13 тс. Следуя с динамометрическим вагоном электровоз достигал скорости в 127 км/ч.
После того, как был электрифицирован весь участок Тбилиси — Хашури, электровоз ПБ21-01 в процессе испытаний стал водить на нём пассажирские поезда массой 600 т (12 вагонов) со скоростью до 100 км/ч. На 10‰-м подъёме электровоз развивал скорость 70 км/ч (паровоз серии Су — около 30 км/ч), сила тяги при этом достигала 11 тс.

### Эксплуатация
После окончания испытаний, электровоз стал обслуживать пассажирские поезда на участке Тбилиси — Хашури, но однопутное движение не позволяло полностью использовать возможности этого скоростного электровоза. В 1940 году электровоз был передан в локомотивное депо Москва-3, где его подвергли небольшой переделке (см. выше). В феврале 1941 года ПБ21-01 начал обслуживать пассажирские поезда на участке Москва — Александров, а в январе 1942 года, в связи с военными событиями, его отправили в локомотивное депо Чусовская Пермской железной дороги.
С апреля 1954 года и до февраля 1955 года электровоз вновь стал работать на участке Тбилиси — Хашури, пока не понадобился заводской ремонт (по пробегу, состоянию колёсных пар и их приводу). Ремонт был проведён лишь в 1961 году на Перовском ремонтном заводе электроподвижного состава, но дальнейшую эксплуатацию электровоза посчитали нецелесообразной, так как к тому времени на советских железных дорогах уже эксплуатировались более мощные пассажирские электровозы чехословацкого производства серий ЧС1 и ЧС3, а также первые ЧС2.
В том же году пассажирский электровоз ПБ21-01 был снят с эксплуатации.

### Музейный экспонат

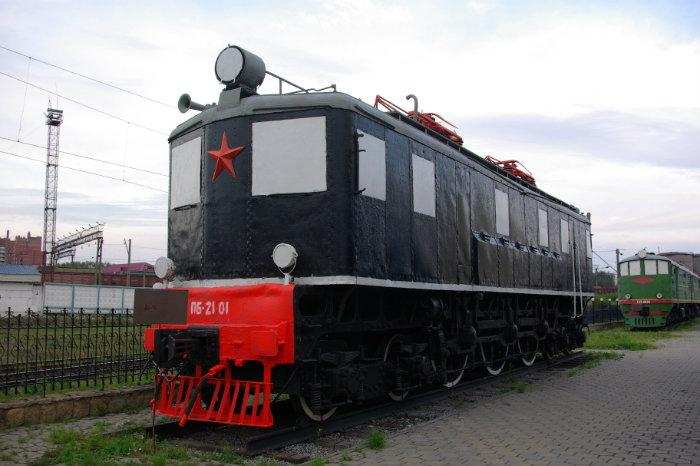
ПБ21-01 в Свердловском музее

В 1961 году электровоз был установлен в качестве памятника возле локомотивного депо Пермь-2. В 2003 году немного обновлённый электровоз (окраска кузова сменилась с голубой на коричневую, оконные проёмы были заварены металлическим листами) был переведён в Свердловский музей железнодорожного транспорта на станции Свердловск-Сортировочный.